# 콜로라도주의 대학 목록
다음은 미국 콜로라도주의 대학 목록이다.

## 고등교육의 콜로라도 위원회
- 콜로라도 광업대학
- 콜로라도 주립 대학교
- 콜로라도 대학교 볼더
- 콜로라도 대학교 덴버
- 노던콜로라도 대학교

### 4년제
- 콜로라도 광업대학
- 노던콜로라도 대학교
- 콜로라도 주립 대학교
- 콜로라도 대학교 볼더
- 콜로라도 대학교 덴버
- 미국 공군사관학교
- 콜로라도 칼리지
- 덴버 대학교

## 같이 보기
- 대학 목록